# ГЕС Медог
Гідроелектростанція «Медог» (кит.: 墨脱水电站) — запланований проект гідроелектростанції потужністю 60 000 мегават (МВт), що розробляється на річці Ярлунг-Цангпо в Тибетському автономному районі Китаю. 
Після завершення стане найбільшим у світі гідроенергетичним об’єктом з очікуваною річною потужністю виробництва електроенергії в 300 млрд кіловат-годин — утричі більше, ніж у греблі «Три ущелини». 
Уряд Китаю дозволив будівництво греблі в грудні 2024 року з передбачуваними інвестиціями, що перевищують 1 трильйон юанів (приблизно 137 млрд доларів США). 
 
Проект передбачає розробити однофазну установку з комерційною експлуатацією, запланованою на 2033 рік. 

## Розташування
Об'єкт планується побудувати в повіті Медог у префектурі Ньїнгчі, розташованому поблизу прикордонного штату Аруначал-Прадеш, Індія. 
Греблю планується розташувати у нижній течії Ярлунг-Цангпо, яка має витоки у льодовиках Західного Тибету. 
Цей водотік продовжується в Індію як річка Брахмапутра та в Бангладеш як річка Джамуна та є ключовим джерелом води для цих регіонів. 

## Огляд
Гідроелектростанція Медог є частиною ширшої стратегії розвитку гідроелектростанцій Китаю в Тибеті. 
З 2000 року Китай ініціював або запропонував 193 гідроенергетичні проекти в регіоні, з яких приблизно 60% все ще перебувають на стадії планування або підготовки. 
Станом на кінець 2024 року, хоча дозвіл на будівництво було надано, конкретні деталі щодо графіку початку та завершення проекту залишаються неопублікованими. Уряд Китаю ще не оприлюднив комплексної оцінки впливу на навколишнє середовище або детальних планів реалізації проекту. 

Проект повністю належить і розробляється державним будівельним підприємством Power Construction Corporation of China (PowerChina). 
Комерційну експлуатацію планується розпочати у 2033 році. 
З прогнозованими інвестиціями, які понад у чотири рази перевищують греблю «Три ущелини» (коштувала 250 млрд юанів), гідроелектростанція «Медог» є одним із найамбітніших інфраструктурних проектів Китаю та одним із найдорожчих інфраструктурних проектів в історії. 
Запланована річна потужність об’єкта в 300 мільярдів кіловат-годин зробить його найпродуктивнішою гідроелектростанцією у світі, значно перевищуючи поточні рекорди. 

Проект має намір використовувати перепад висоти річки на 2000 метрів на 50-кілометровій ділянці, надаючи йому можливість генерувати значну кількість гідроелектроенергії. 
Ця ділянка протікає через Великий каньйон Ярлунг-Цангпо, визнаний системою найглибших каньйонів на Землі. 
Передбачуваний план будівництва вимагає проходку чотирьох 20-кілометрових тунелів через гору Намче-Барва, щоб відвести річку Ярлунг-Цангпо. 

## Критика
Проект наштовхнувся на опір з боку різних сторін, серед яких екологічні організації, країни, розташовані нижче за течією, і правозахисні групи Тибету. 
Подібні гідроелектростанції в Тибеті раніше викликали протести, в тому числі нещодавні демонстрації проти проекту греблі Камток на річці Дрічу/Янцзи, які призвели до арештів понад 1000 осіб. 
Індія та Бангладеш також висловили побоювання щодо потенційного впливу проекту на їхні водні ресурси. 

### Культурний вплив і переміщення
Тибетські правозахисні організації охарактеризували проект як приклад експлуатації ресурсів за рахунок буддистської культурної спадщини та місцевих громад. 

Хоча конкретні цифри переміщення залишаються нерозголошеними, проект вимагатиме переселення населення з постраждалої території. 
Для порівняння, проект греблі «Три ущелини» призвів до приблизно 1,4 мільйона переселень, хоча нижча щільність населення регіону Медог свідчить про те, що може знадобитися менше переміщень. 
Розбудова загрожує вплинути на культурно важливі місця в тому, що тибетці вважають одним із своїх найсвященніших регіонів. 
За даними Міжнародної кампанії за Тибет, загалом 193 проекти в регіоні потенційно можуть перемістити понад 1,2 мільйона людей і вплинути на численні релігійні об’єкти, якщо вони будуть завершені. 

### Екологічний
Екологічні організації визначили кілька потенційних екологічних наслідків проекту. 
Багато хто висловив стурбованість щодо впливу проекту на біорізноманіття Тибетського плато. 
Регіон, який постраждає від греблі, визнаний одним із найбільш екологічно різноманітних районів Тибету, що викликає побоювання щодо порушення екосистеми. 

Очікується, що будівництво греблі суттєво змінить структуру потоку води вниз за течією та вплине на місцеве біорізноманіття. 
Розташування ділянки проекту в сейсмічно активній зоні, схильній до зсувів, викликало додаткові занепокоєння щодо безпеки, оскільки водна маса водойми потенційно може вплинути на геологічну стабільність. 

Крутий, вузький рельєф ущелини змусив експертів-геологів попередити про підвищений ризик зсувів. 
У 2022 році інженери з геологічного бюро провінції Сичуань особливо підкреслили небезпеку «зсувів і грязьових потоків, спричинених землетрусом», як значну загрозу для стабільності проекту. 

Китайські державні ЗМІ охарактеризували проект як екологічно свідомий , наголошуючи на його ролі в просуванні цілей кліматичної нейтральності Пекіна, одночасно сприяючи регіональному економічному розвитку. 
Китайські чиновники стверджували, що проект матиме мінімальний вплив на навколишнє середовище, хоча конкретні оцінки впливу залишаються неопублікованими. 

### Водна безпека
Проект викликав занепокоєння серед країн, розташованих нижче за течією, щодо водної безпеки. 
Експерти-гідрологи провели паралелі з попередніми китайськими проектами гребель на річці Меконг, де контроль за водою у верхній течії був пов’язаний із збільшенням частоти посух в регіонах нижче за течією протягом останніх двадцяти років. 
Критики зазначали, що Індія та Бангладеш можуть зіткнутися з порушенням доступу до води, порушенням біорізноманіття та ерозією берегів річки, подібно до тих, з якими зіткнулися Таїланд, В’єтнам і Камбоджа внаслідок попередніх китайських гідроелектростанцій. 

Аналіз 2020 року, проведений австралійським Інститутом Лоуї, показав, що контроль Китаю над річками Тибетського плато потенційно може забезпечити значний геополітичний вплив на економіку Індії. 
Індійська влада відреагувала на проект шляхом вивчення контрзаходів, включаючи потенційний розвиток власної великомасштабної гідроелектростанції та системи водосховищ для пом’якшення впливу дамби. 
Міністерство закордонних справ Китаю в 2020 році заявило, що Китай зберігає «законне право» перегороджувати річку, заявивши, що вони врахували вплив на нижню течію у своєму плануванні. 